# Lucy Kemp-Welch

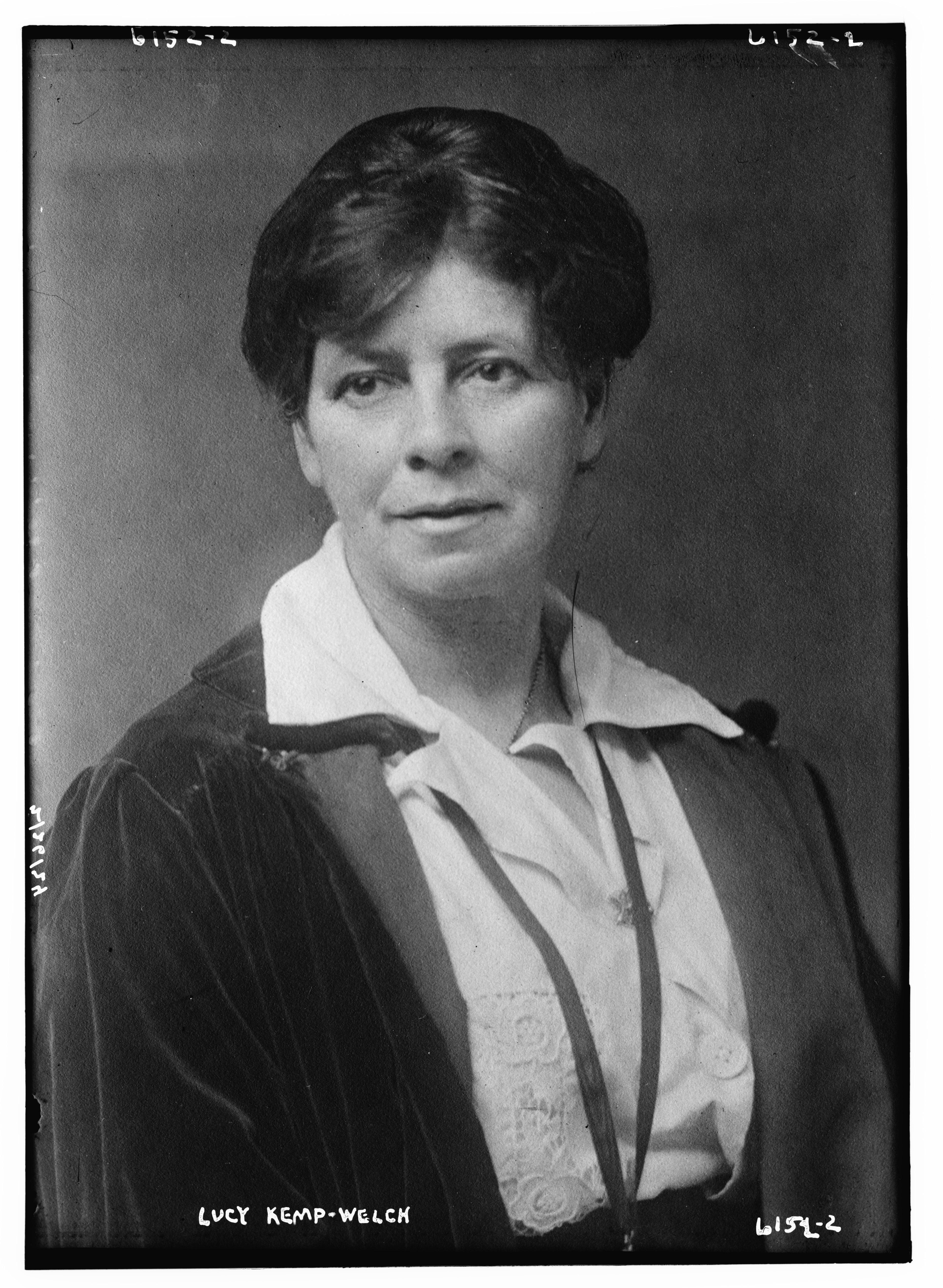
Lucy Kemp-Welch, 1900

Lucy Elizabeth Kemp-Welch (* 20. Juni 1869 in Bournemouth, England; † 27. November 1958 in Watford) war eine britische Malerin, Illustratorin und Lehrerin, die sich auf die Darstellung von Pferdemotiven spezialisierte.

## Leben

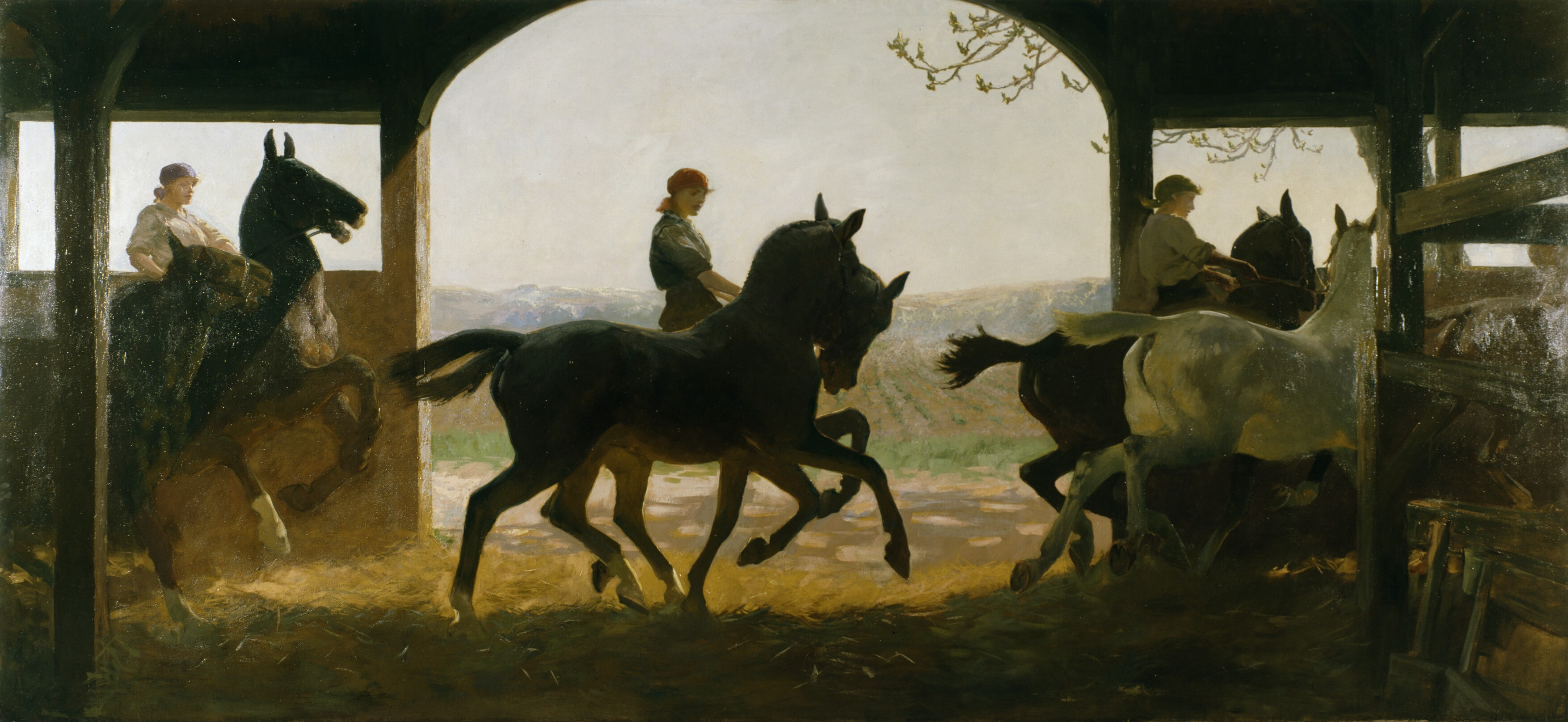
The Straw Ride, Russley Park, Remount Dep't, Wiltshire. Drei Frauen trainieren Pferde. Jede Frau reitet ein Pferd und führt ein anderes.

Lucy Kemp-Welch war die älteste Tochter des Anwalts Edwin Buckland Kemp-Welch. Lucy und ihre Schwester Edith wuchsen in Bournemouth auf und wurden zum Zeichnen und zum Studium der Ponys und der Tierwelt des New Forest ermutigt. Schon früh zeigte sie großes künstlerisches Talent und stellte bereits im Alter von 14 Jahren ihre Werke aus. Nach dem Besuch der Bournemouth School of Art zog sie 1891 mit ihrer Schwester nach Bushey, um an der Kunstschule von Hubert von Herkomer zu studieren. Als eine der besten und am meisten geförderten Schülerinnen von Herkomer konnte sie sich ein eigenes Atelier in einem ehemaligen Gasthaus namens Kingsley einrichten. 1905 übernahm Lucy Kemp-Welch die Leitung der Herkomer-Schule und führte sie bis 1926, zunächst als Bushey School of Painting und später, nach dem Umzug in ihr eigenes Haus, als Kemp-Welch School of Animal Painting. Ab 1928 wurde die Schule von ihrer ehemaligen Assistentin Marguerite Frobisher als Frobisher School of Art weitergeführt.

## Werk

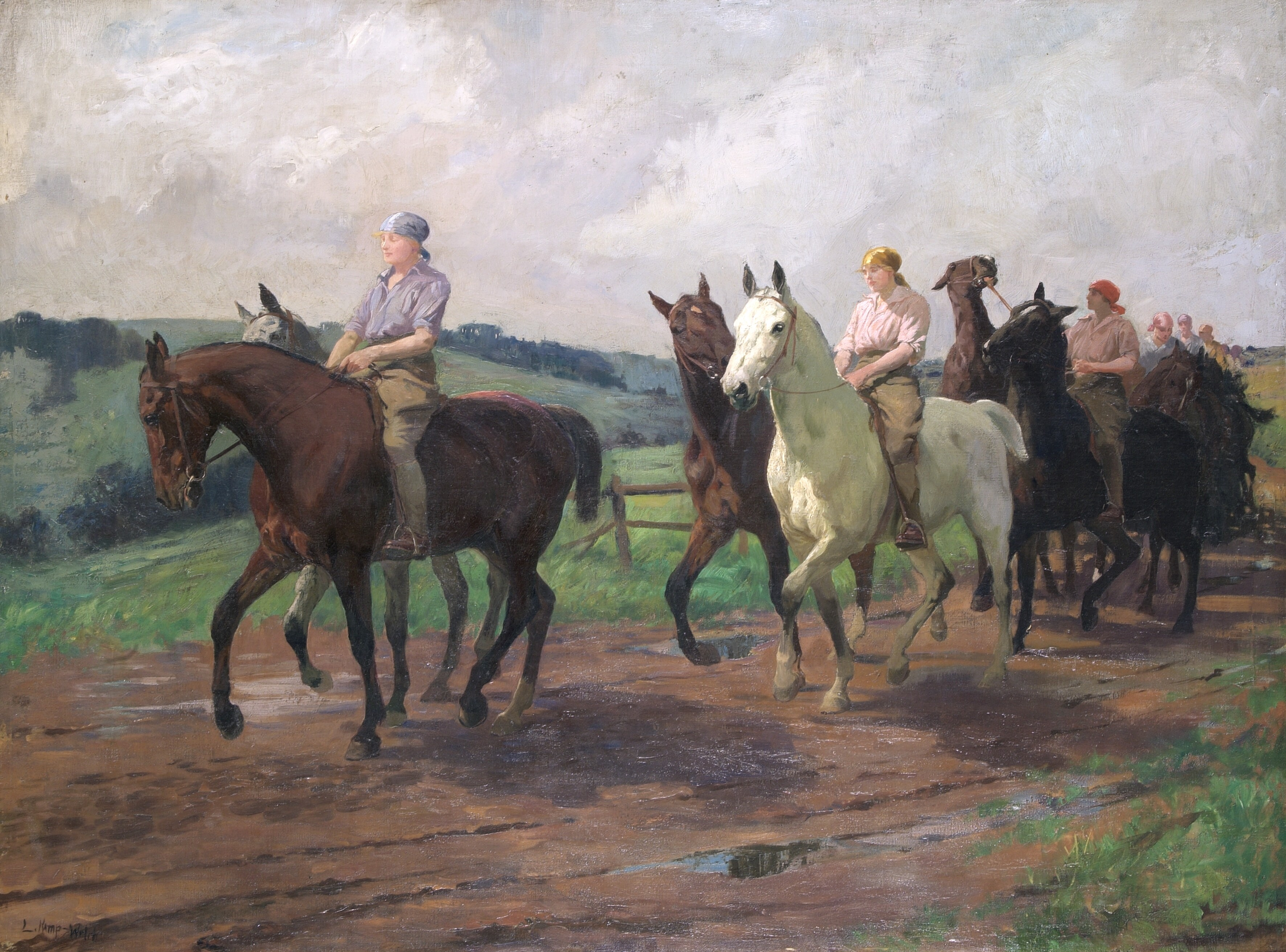
The Ladies' Army Remount Dep't, Russley Park, Wiltshire, 1918

Lucy Kemp-Welch war die bedeutendste Pferdemalerin ihrer Zeit. Sie war eine erfahrene Reiterin mit einem angeborenen Gespür für Pferde und Kenntnissen ihrer Anatomie. Sie malte auch andere Nutztiere, Wildtiere und Landschaften sowie einige Porträts. Lucy Kemp-Welch spezialisierte sich auf die Darstellung von Pferden und erlangte 1897 öffentliche Anerkennung, als ihr Gemälde Colt-Hunting in the New Forest in der Royal Academy ausgestellt und vom Chantrey Bequest für 500 Guineen erworben wurde; es befindet sich heute in der Sammlung der Tate Gallery. Insgesamt stellte sie im Laufe ihrer Karriere 61 Gemälde in der Royal Academy aus. Während des Ersten Weltkriegs erhielt sie mehrere wichtige Aufträge, darunter das berühmte Rekrutierungsplakat FORWARD! / ENLIST NOW (1915) Sie besuchte Artillerielager, um Pferde in militärischer Aktion zu studieren, und es entstanden Werke wie The Leaders of a Heavy Gun Team und Forward the Guns!. Letzteres Gemälde wurde 1917 von der Tate Gallery erworben. Ihre Werke befinden sich in zahlreichen öffentlichen Sammlungen in Großbritannien, darunter die Tate Britain und das Imperial War Museum, sowie in Australien, Neuseeland und Südafrika.